# Amina Bouayach
Amina Bouayach (nascida em 10 de dezembro de 1957) é uma ativista marroquina dos direitos humanos. Desde dezembro de 2018, Bouayach é presidente do Conselho Nacional de Direitos Humanos de Marrocos. Nessa função, ela afirmou em 2019 que não há “presos políticos em Marrocos”.
Ela percebeu isso quando, em 2006, se tornou a primeira mulher eleita presidente de uma grande ONG em Marrocos.
Como presidente da Organização Marroquina pelos Direitos Humanos, Bouayach trabalhou nas principais questões de direitos humanos no seu país natal, como tortura, direitos dos refugiados e migrantes, direitos das mulheres, direitos individuais e a abolição da pena de morte.
Ela foi eleita vice-presidente e então secretária-geral da Federação Internacional para os Direitos Humanos em 2010 e 2013, respectivamente. Então, em 2016, Bouayach serviu como Embaixadora de Marrocos na Suécia e na Letónia.
Em 2015, ela foi premiada com a Legião de Honra Francesa em Rabat pela sua integridade e envolvimento constante com os direitos humanos.
Durante a Primavera Árabe, Amina defendeu a abolição da pena de morte quando esteve na Tunísia e na Líbia.

## Distinções
- Amina Bouayach foi a primeira mulher eleita para chefiar uma ONG de direitos humanos em Marrocos.[8]

- Ela também foi eleita vice-presidente e então secretária-geral da Federação Internacional de Direitos Humanos em 2010 e 2013.[9]
- Em 2011 e depois em 2013, o rei Mohammed VI concedeu-lhe a distinção de Comandante da Ordem do Trono e depois de Oficial da Ordem do Trono.
- Em 2014, Amina Bouayach recebeu a insígnia do Cavaleiro da Ordem Nacional da Legião de Honra da República Francesa em reconhecimento pelo seu trabalho pela protecção e promoção dos direitos humanos.[10]